# Olulis postrosea
Olulis postrosea là một loài bướm đêm trong họ Noctuidae.